# جون بينون
جون بينون (بالإنجليزية: John Pinone)‏ مواليد 19 فبراير 1961 في هارتفورد، هو لاعب كرة سلة أمريكي سابق تحول إلى التدريب بعد الاعتزال بدأ مسيرته الاحترافية في سنة 1983 وحمل الرقم 33. يبلغ طوله 6 قدم 8 بوصة (2.0 م). مثّل منتخب بلاده. اعتزل اللعب في 1993.

## فرق لعب لها
- أتلانتا هوكس
- سي بي إستوديانتس

## الميداليات
| الميدالية | المسابقة                         |
| --------- | -------------------------------- |
| فضية      | بطولة كأس العالم لكرة السلة 1982 |

## روابط خارجية
- جون بينون على موقع الاتحاد الدولي لكرة السلة (الإنجليزية)
- جون بينون على موقع إن بي أي (الإنجليزية)
- جون بينون على موقع سبورتس رفرنس (الإنجليزية)
- جون بينون على موقع الدوري الإسباني لكرة السلة (الإسبانية)
- جون بينون على موقع كلية كرة السلة في سبورتس رفرنس.كوم (الإنجليزية)
- جون بينون على موقع ريلجم (الإنجليزية)
- جون بينون على موقع بروبوليرز (الإنجليزية)
- جون بينون على موقع سبورتس رفرنس (الإنجليزية)